# Frans Hombörg
Frans Hombörg (ur. 11 czerwca 1898 w Amsterdamie, zm. 17 grudnia 1943) – piłkarz holenderski grający na pozycji napastnika. W swojej karierze rozegrał 2 mecze w reprezentacji Holandii.

## Kariera klubowa
W swojej karierze piłkarskiej Hombörg grał w klubie Blauw-Wit Amsterdam.

## Kariera reprezentacyjna
W reprezentacji Holandii Hombörg zadebiutował 9 czerwca 1929 w przegranym 2:6 towarzyskim meczu ze Szwecją, rozegranym w Sztokholmie. W kadrze narodowej rozegrał 2 mecze, oba w 1929 roku.